# Betty Hoop
Betty Hoop, née Lucienne Amblard à Saint-Ouen-sur-Seine le 15 janvier 1914 et morte à Clichy le 26 septembre 1981, est une artiste de music-hall, danseuse, actrice de théâtre et de cinéma française, active des années 1930 aux années 1950.

## Biographie
Lucienne Raymonde Amblard naît à Saint-Ouen le 15 janvier 1914, fille d'un comptable et d'une modiste. 
Après une petite carrière de danseuse et d'actrice entre 1933 à 1935 sous son vrai nom,, elle  sort de l'anonymat en entrant dans la troupe du Concert Mayol pour trois saisons de 1935 à 1938. Elle y prend le nom de Betty Hoop en référence au personnage de dessin animé américain Betty Boop avec lequel elle cultive une certaine ressemblance. Elle ne quittera plus ce nom de scène, qui l'a rendue célèbre, jusqu'à la fin de sa carrière en 1953.
Elle ouvre, en décembre 1939, un cabaret situé au 9 de la rue Delambre dans le 14e arrondissement de Paris qui porte son nom,. Il s'agit du dancing Chez Betty Hoop, évoqué par Simone de Beauvoir dans son Journal de guerre et dans Lettres à Sartre,.
Elle apparaît dans un dernier rôle au cinéma dans La Loterie du bonheur, un film de Jean Gehret sorti en février 1953. Elle se marie l'année suivante et ne fait plus parler d'elle.
Établie à Neuilly avec son second mari, Lucienne Amblard meurt en 1981 à Clichy,.

## Music-hall, revues, opérettes
- 1935 : La Revue de la chair, revue à grand spectacle en 2 actes et 50 tableaux de Listone, Émile Codey et Farelli, au concert Mayol (décembre)[11]
- 1936 : Nuits perverses, opérette en 2 actes et 8 tableaux, livret d'Édouard Adenis, musique de Rodolphe Berger et Charles Chobillon, au Concert Mayol (février)
- 1936 : Nus d’été, revue en 2 actes et 80 tableaux de Victor Vallier et Charles Cluny au concert Mayol (mai)[12]
- 1936 : Nus gais !..., grande revue d'hiver en 50 tableaux de Victor Vallier et Charles Cluny au concert Mayol (octobre)[13],[14],[15]
- 1937 : Nous... les femmes nues !, revue de Victor Vallier et Charles Cluny au concert Mayol (janvier)[16]
- 1937 : Nus de Paris, Sex Appeal 37, revue de Victor Vallier et Charles Cluny avec Yvonne Legeay au concert Mayol (juillet)[17],[18],[19]
- 1937 : Nus... 38, revue de Valentin Tarault et Victor Vallier, au Concert Mayol (décembre)
- 1938 : Féerie du nu, revue de Charles Cluny et Lucien Parin au Concert Mayol (avril)[20],[21]
- 1939 : Mam'zelle Nitouche, opérette en 3 actes et 4 tableaux d'Henri Meilhac et Albert Millaud, musique de Hervé, au théâtre des Célestins de Lyon (janvier)
- 1939 : La Revue déchaînée, revue de Pierre Bénard, Pierre Varenne et René Buzelin, à l'A.B.C. (avril)[22]
- 1940 : Toujours Paris, revue de Louis Rimels, musique de Charles Chobillon, au Concert Mayol (juillet)
- 1941 : Les Farouches succédanés, pochade en 1 acte de Raymond Genty, au cabaret Le Bœuf sur le toit (mars)
- 1941 : Trois jeunes filles nues, opérette en 3 actes d'Yves Mirande et Albert Willemetz, musique de Raoul Moretti, au théâtre Marigny (avril)[23]
- 1942 : La Grande Revue 42, revue de Jean Valmy, au théâtre de l'Odéon de Marseille (novembre)
- 1943 : Écoutez-nous, mesdames, revue de Raymond Genty et Robert Rocca, à La Lune Rousse (juillet)
- 1943 : La Concierge est dans la cour, fantaisie comique et musicale en 2 actes et 14 tableaux de Raymond Souplex et Marc-Cab avec Jane Sourza au Palace (8 octobre)[24]
- 1945 : La Vie de château, opérette de Max Régnier et Raymond Vincy, musique de Georges Sellers, mise en scène d'Henri Varna, au théâtre Mogador (24 février)[25] puis en tournée.

## Théâtre
- 1936 : La Treizième enquête de Grey, pièce policière en 3 actes d'Alfred Gragnon et Germain Derive, mise en scène de Fernand Mailly au théâtre des Capucines (20 novembre)[26]
- 1941 : Le Crime du Bouif, pièce policière à grand spectacle d'André Mouëzy-Éon et Georges de La Fouchardière, d'après le roman de G. de La Fouchardière, mise en scène de Robert Ancelin au Théâtre de la Porte-Saint-Martin[27]
- 1946 : Un Amant par étage, vaudeville en 3 actes de Jean Guitton, mise en scène de Maurice Poggi, au Casino Montparnasse (27 juillet)
- 1949 : La Poule aux œufs d'or, vaudeville en 3 actes de Marc-Cab, André Hornez, Valentin Tarrault, Jules Borkon , au Casino Montparnasse (35, rue de la Gaîté), création 16-03-1949

## Filmographie

### Sous le nom de Lucienne Amblard
- 1933 : La Dame de chez Maxim's d'Alexander Korda
- 1933 : La Voix du métal / L'Appel de la nuit de Youly Marca-Rosa[28],[29]
- 1934 : Cartouche de Jacques Daroy : Conchita[30]

### Sous le nom de Betty Hoop
- 1937 : Les Gangsters de l'expo de Émile-Georges De Meyst
- 1950 : Refrains d’amour, court métrage (35 min) de Georges Jaffé
- 1951 : Moumou de René Jayet
- 1953 : La Loterie du bonheur de Jean Gehret

## Sources
: document utilisé comme source pour la rédaction de cet article.
- Comoedia
- La Rampe (1915-1934), magazine théâtral illustré (BNF 32847829)
- La Vie parisienne